# Maureen Beck
Pas d'image ? Cliquez ici
Maureen Beck est une grimpeuse américaine. Elle participe à des compétitions handisport en catégorie AU2.

## Biographie
Maureen Beck naît avec une malformation, sans avant-bras gauche. Elle découvre l’escalade durant l’enfance, alors qu’elle teste différents sports sans se préoccuper de l’influence de son handicap sur sa pratique.
Elle remporte quatre fois les championnats nationaux dans sa catégorie. En 2014 et en 2016, elle s’impose aux championnats du monde respectivement à Gijón et à Paris, puis finit 3e lors de l’édition suivante à Innsbrück en 2018. Beck s’implique au sein de la fédération d’escalade américaine, présidant le comité dédié au handisport à partir de 2019.
Durant la saison 2021-2022 de la coupe du monde d’escalade handisport, Beck finit 2e à Salt Lake City.
En extérieur, elle grimpe Days of Future Past, cotée 5.12 (selon l’échelle américaine), ascension qui est retranscrite dans le film documentaire Stumped.

## Distinctions
- 2019 : Aventurière de l’année, par National Geographic[1]